# Magiczna bransoletka
Magiczna bransoletka (The Bracelet of Bordeaux, 2009) – amerykański niezależny film familijny w reżyserii Casey Kelly. Film w Polsce emitowany jest za pośrednictwem kanału TV Puls.

## Fabuła
Helen Hixon (Amanda Eakin) wraz z rodzicami przeprowadziła się do nowego miasta. W swoim nowym domu w foyer znajduje przywiązaną dziewczynę, Marie Meir (Kelsey Edwards). Koleżanka tłumaczy, że została przywiązana przez Dirka (Shane Kelly), który zabrał jej psa. Dziewczyny postanawiają odzyskać skradzionego psa. Szybko okazało się, że to nie jedyny pies, który został skradziony w ostatnim czasie.

## Obsada
- Casey Allen jako akrobata
- Wade Altman jako Redneck Pilot
- Felicia Barcelona jako dziewczyna zatrzymująca autobus
- Alysia Bebel jako bileterka
- Maria Belyaeva jako Wood Sprout
- Bob Biggerstaff jako Titanic
- Trevan Braswell jako Sign Language Kid
- Sadie Canion jako Sprout Troop A Member
- Catherine Castagna jako Little Sprout
- Holly Connor jako Wood Sprout Girl
- Kristina Craig jako Wood Sprout
- Clayton Deguerre jako Boy Band Lead Singer
- Eric Deikman jako Big Tuna
- Jason Douglas jako Scummy Clerk
- Tommy Drake jako Pigeye
- Nicole Dunton jako Proud Sprout
- Amanda Eakin jako Helen Hixon
- Kelsey Edwards jako Marie